# Лов на чудовища
„Лов на чудовища“ е американска фантастична тийнейджърска комедия Дисни Ченъл, чиято премиера е на 12 октомври 2012 г. Филмът е режисиран от Стюарт Гилард и продуциран от Трейси Джефри.

## Сюжет
Скайлър е безстрашна. Живее с майка си и баща си и не знае за тайната на семейството си – че родителите ѝ са ловци на чудовища. Не знае защо не я пускат да излиза по вси светии и без да иска причинява спиране на тока у дома си, като освобождава всички заловени от родителите ѝ чудовища. След като те са отвлечени, Скайлър няма друг избор освен да се изправи срещу тях.